# Country Homes (Washington)
Country Homes  est une census-designated place américaine de l'État de Washington dans le comté de Spokane. 
La population était de 5 841 habitants en 2010.